# Ixodes nitens
Ixodes nitens — вид паразитоформих кліщів родини іксодових (Ixodidae). Ендемік острова Різдва. Живився кров'ю гризуна Rattus macleari. У 1903 році цей вид гризунів вимер. Якщо кліщ не живися кров'ю інших тварин, то, ймовірно, теж вимер.